# Johan Lind (fotbollsspelare)
Johan Lind, född 8 februari 1974 i Lima i Peru, är en svensk fotbollstränare och före detta fotbollsspelare (försvarare) i BK Häcken. Lind har en mamma från Peru och en pappa från Sverige och flyttade till Backa i Göteborg vid ett års ålder.
Lind började spela fotboll i hemma i Backa och kom till sin första proffsklubb 1993 då han började sin fotbollskarriär i Lundby IF och där han även blev svensk ungdomsmästare med laget. Efter Lundby IF värvades han till BK Häcken, det lag som han kom att bli trogen under resten av proffskarriären.
Lind spelade i BK Häckens A-lag i 16 år och är den spelare i Häcken som spelat flest matcher genom alla tider i laget - 541 stycken. I sin tid i Häcken var han med om att spela upp klubben i allsvenskan fyra gånger, men har också varit med om att blivit degraderade tre gånger.
I en intervju efter avslutet i Häcken menade Lind att han stannade kvar i klubben då han "trivdes väldigt bra redan från början" och att när han var yngre var det inte lika vanligt med utlandsproffs som idag. Han menade också att när han blev äldre "började det hända saker i BK Häcken. Man blev bättre, större, proffsigare och den utvecklingen ville man vara med om och bidra till." Som ett uttryck för hans betydelse för klubben bestämdes det att tröja nummer två aldrig mer ska användas på en spelare i BK Häcken.
Efter spelarkarriären i Häcken gick Lind över till att bli tränare i division 4-laget Landvetter IS.